# The Contract
The Contract (en Argentina: El contrato, en España: The Contract) es una película estadounidense dramática y de suspenso de 2006. La película está dirigida por Bruce Beresford y escrita por Stephen Katz. En el reparto destaca la presencia del ganador de un premio Oscar Morgan Freeman y John Cusack.

## Argumento
Frank Carden (Morgan Freeman) es un asesino a sueldo a quien le han encargado eliminar al multimillonario Lydell Hammond. No obstante, sus planes se tuercen al tener un grave accidente. El agente Ray Keene (John Cusack) y su hijo (Jamie Anderson) que se encontraban en la zona mientras iban de excursión, encuentran el coche accidentado de Frank. Cuando logran rescatarle se dan cuenta de que se trata de un asesino y deciden llevarlo ante la justicia, aunque Frank no estará dispuesto a aceptar tal desenlace al tener un contrato por cumplir.

## Reparto
- Morgan Freeman como Frank Carden.
- John Cusack como Ray Keene.
- Jamie Anderson como Chris Keene.
- Alice Krige como Gwen Miles.
- Megan Dodds como	Sandra.
- Corey Johnson como Davis.